# Col·legiata de Sant Pau (Lieja)
La col·legiata de Sant Pau, des del 1802 catedral de Sant Pau i de Sant Lambert era una de les set col·legiates de la ciutat de Lieja. Va ser promulgada catedral després del concordat del 1801 com a catedral de Lieja, després de l'enderroc a la revolució francesa de la catedral de Sant Lambert.
L'església va construir-se a l'«illa» una part de la ciutat de Lieja formada pels braços del Mosa a la confluència amb el Llègia. El príncep-bisbe Èracli va fonamentar la col·legiata entre el 965 i 971, al mig d'un terra d'unes 12 hectàrees, a la terra pantanosa. La creació de la col·legiata va contribuir a la urbanització d'aquesta zona poca hospitalària. Va elegir l'indret d'una proto-església dedicada a Germà d'Auxerre o Caprasi de Lerins, segons les fonts. Va instituir un capítol de vint canonges, al qual Notger va afegir-ne deu més. Notger va consagrar la col·legiata i dos altars, un dedicat a Germà d'Auxerre i l'altre a Calixt I el 7 de maig de 972.
El cor, el transsepte, la nau central i les naus laterals actual van construir-se al segle tretze en estil gòtic primitiu. L'absis pluriangular és en estil gòtic flamíger i els claristoris, les capelles laterals i el campanar són en estil gòtic tardà. El claustre data dels segles xv i xvi. Al moment de la seva elevació a catedral va subir una restauració incisiva.
El tresor va acollir moltes obres d'art del tresor de la catedral de Sant Lambert derrocada: un reliquiari de Llambert, obres de vori del segle xi, la sepultura de Francesc Carles de Velbrück… És una de les set col·legiates de la ciutat de Lieja: Sant-Pere, Santa Creu, Sant Pau, Sant Joan, Sant Dionís, Sant Martí i Sant Bartomeu.

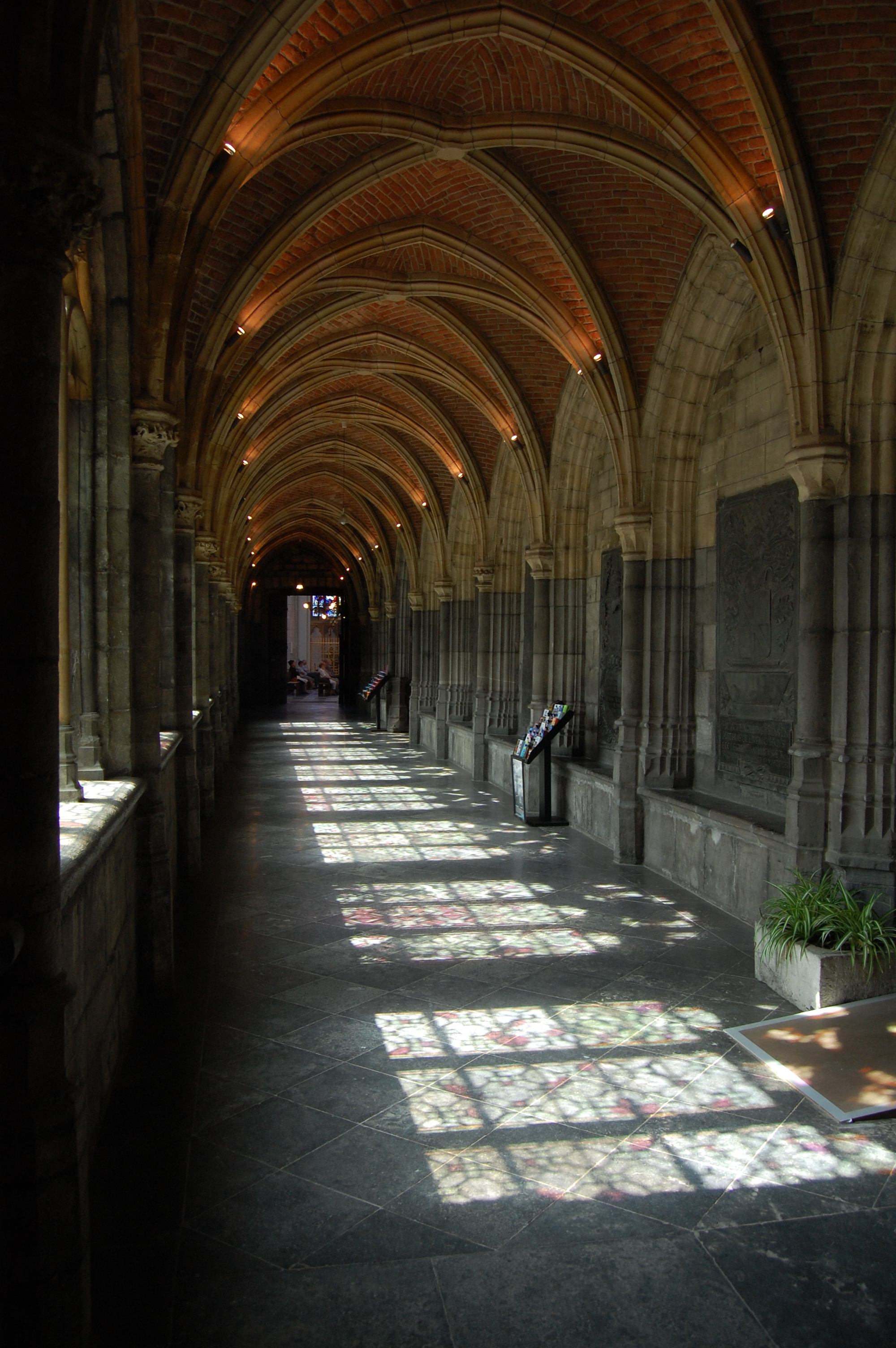
El claustre
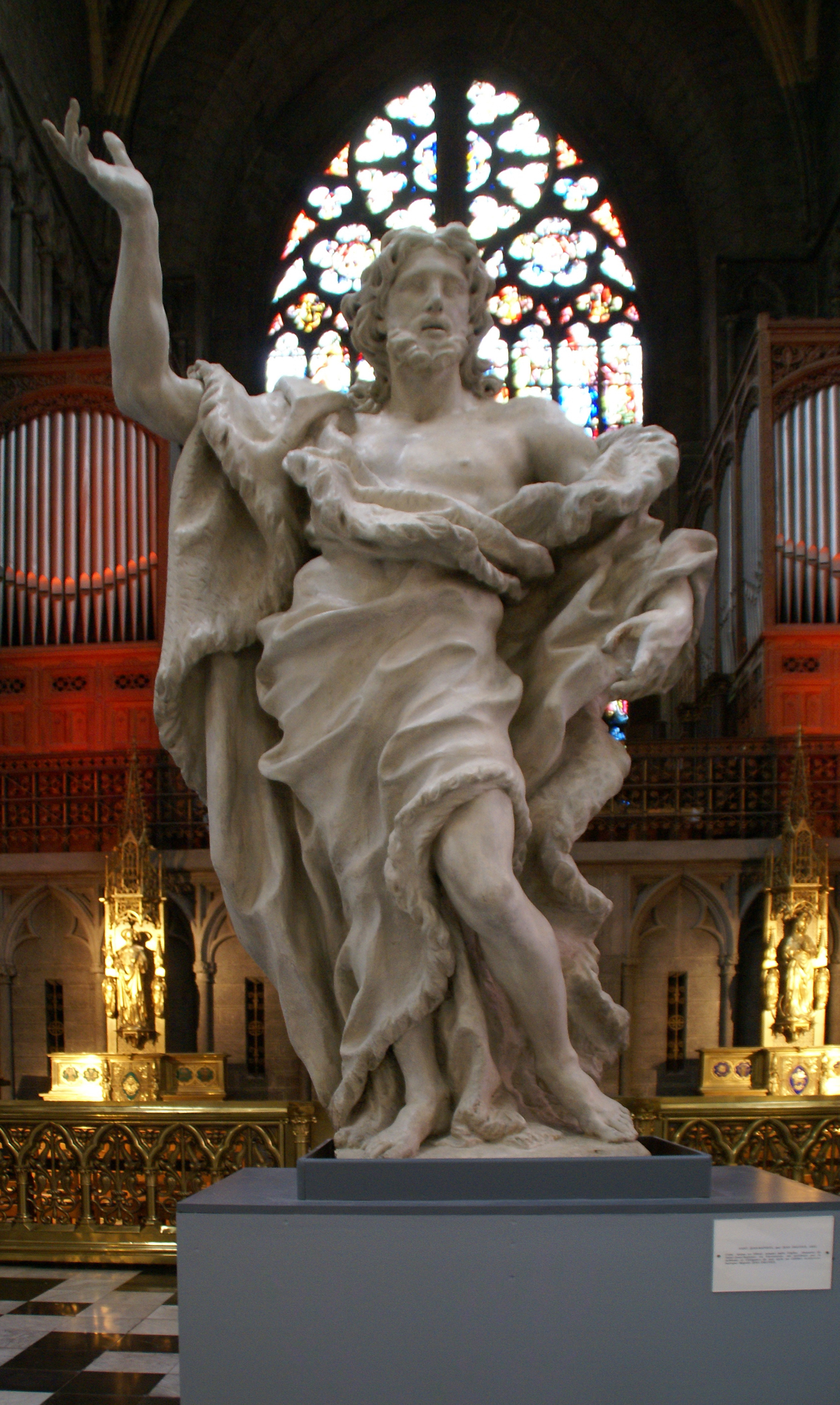
Joan Baptista per Jean Del Cour
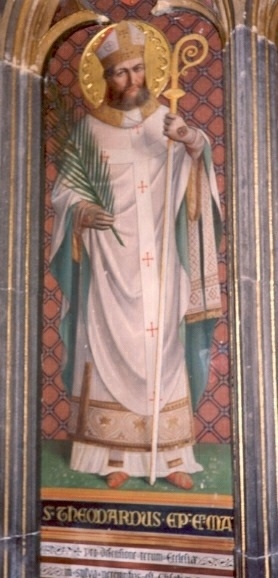
Teodard de Maastricht (segle xix)
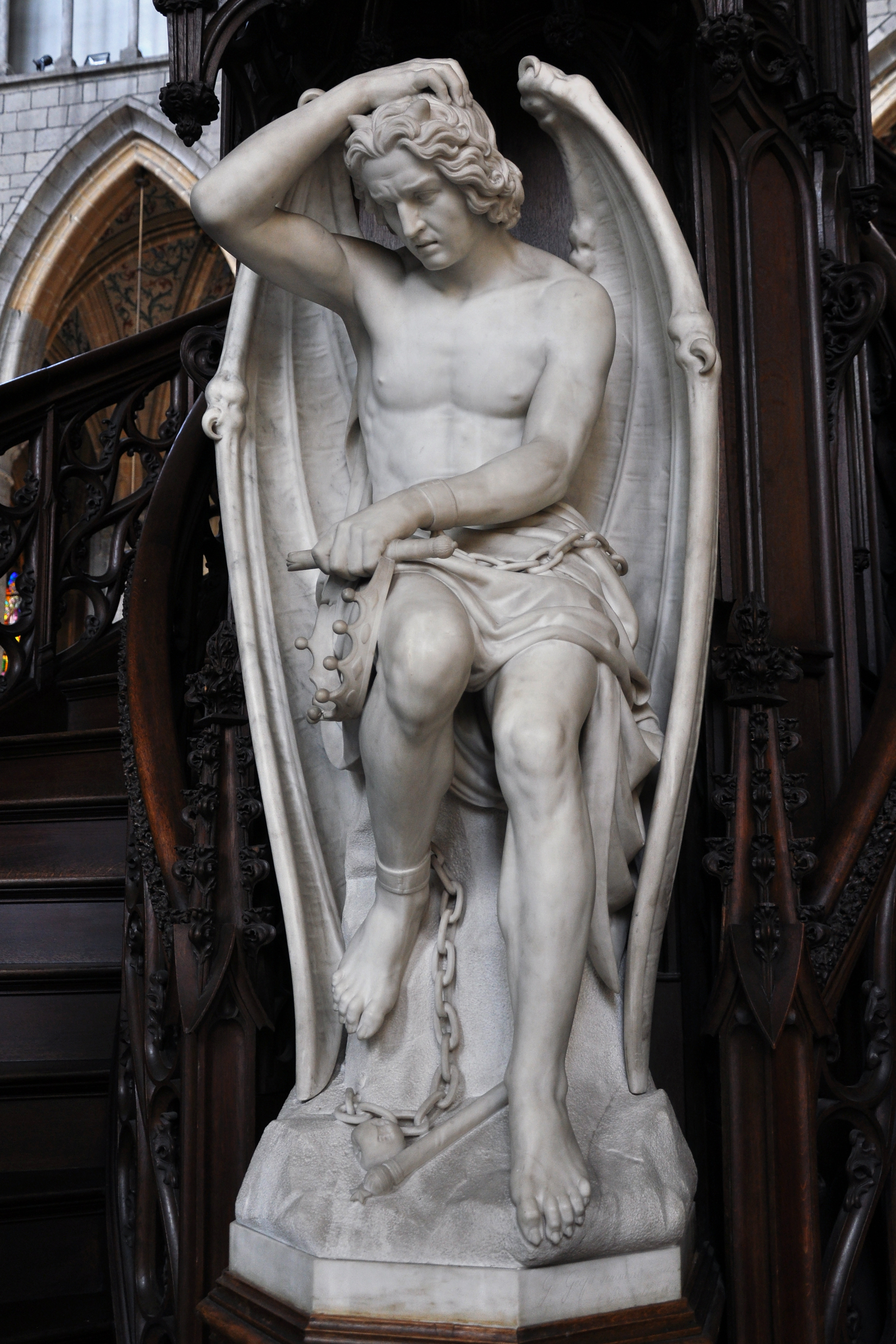
Llucifer per l'escultor Guillaume Geefs (segle xix)
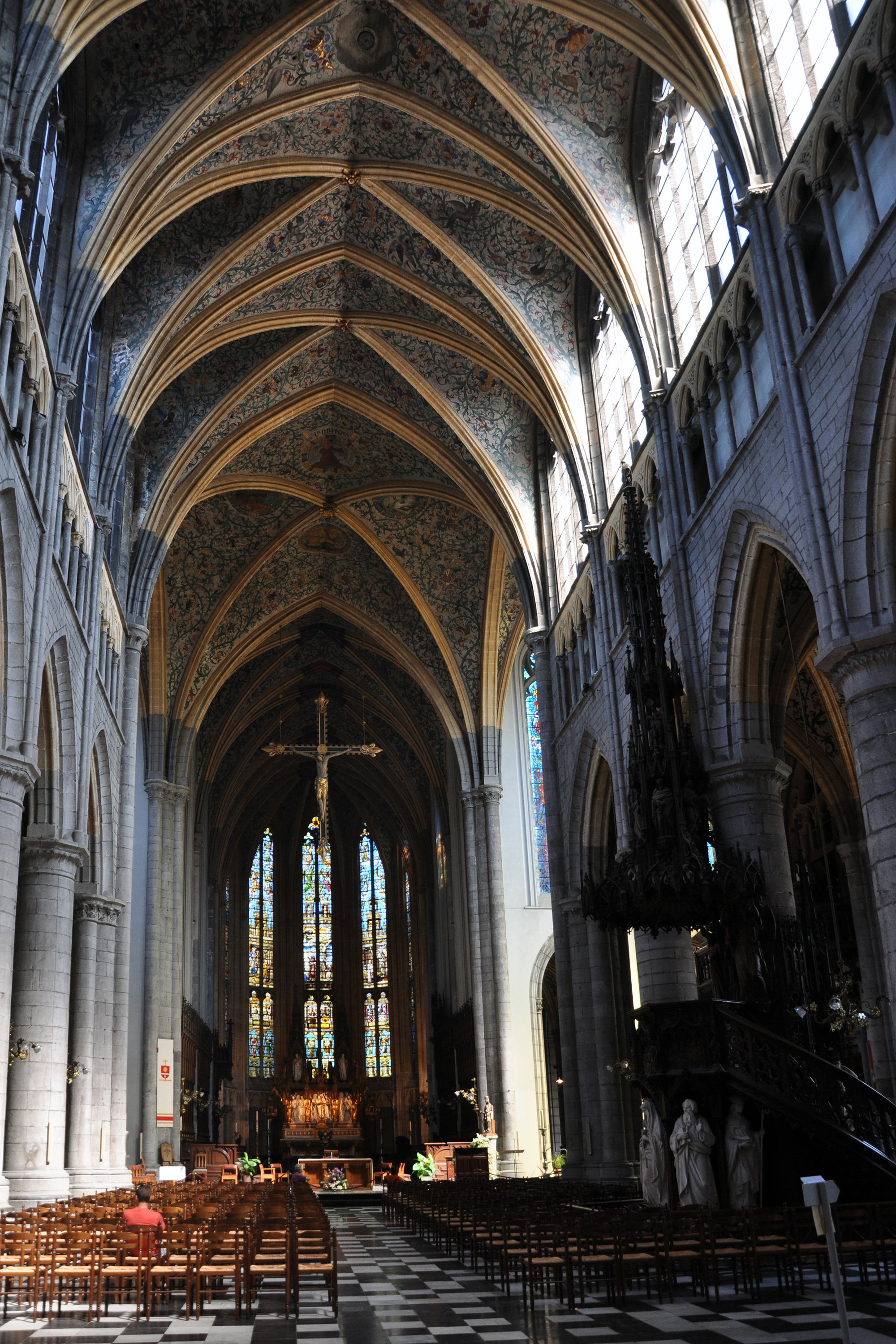
La nau central
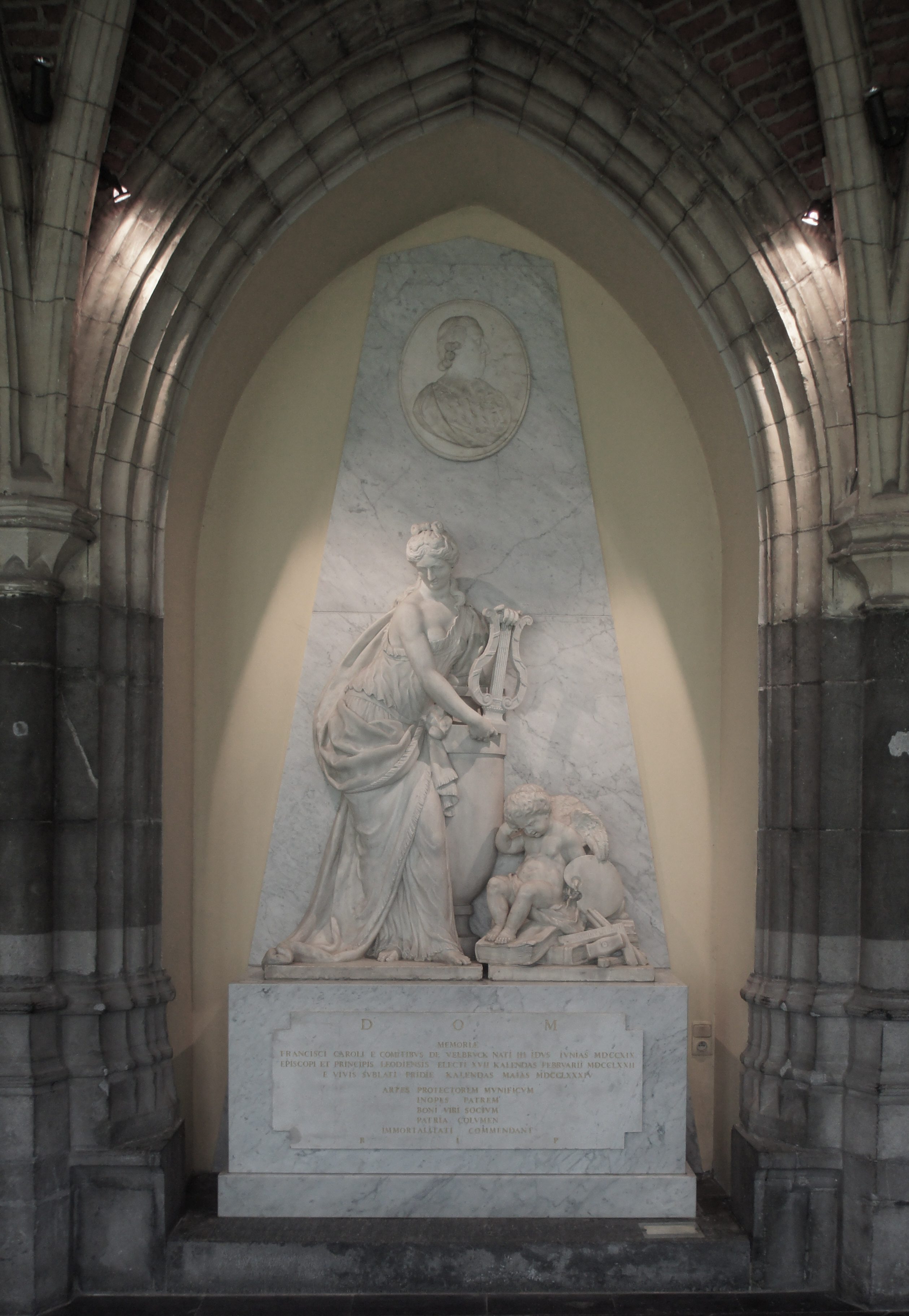
El sarcòfag de Francesc Carles de Velbrück escultat per Francesc Josep Dewandre
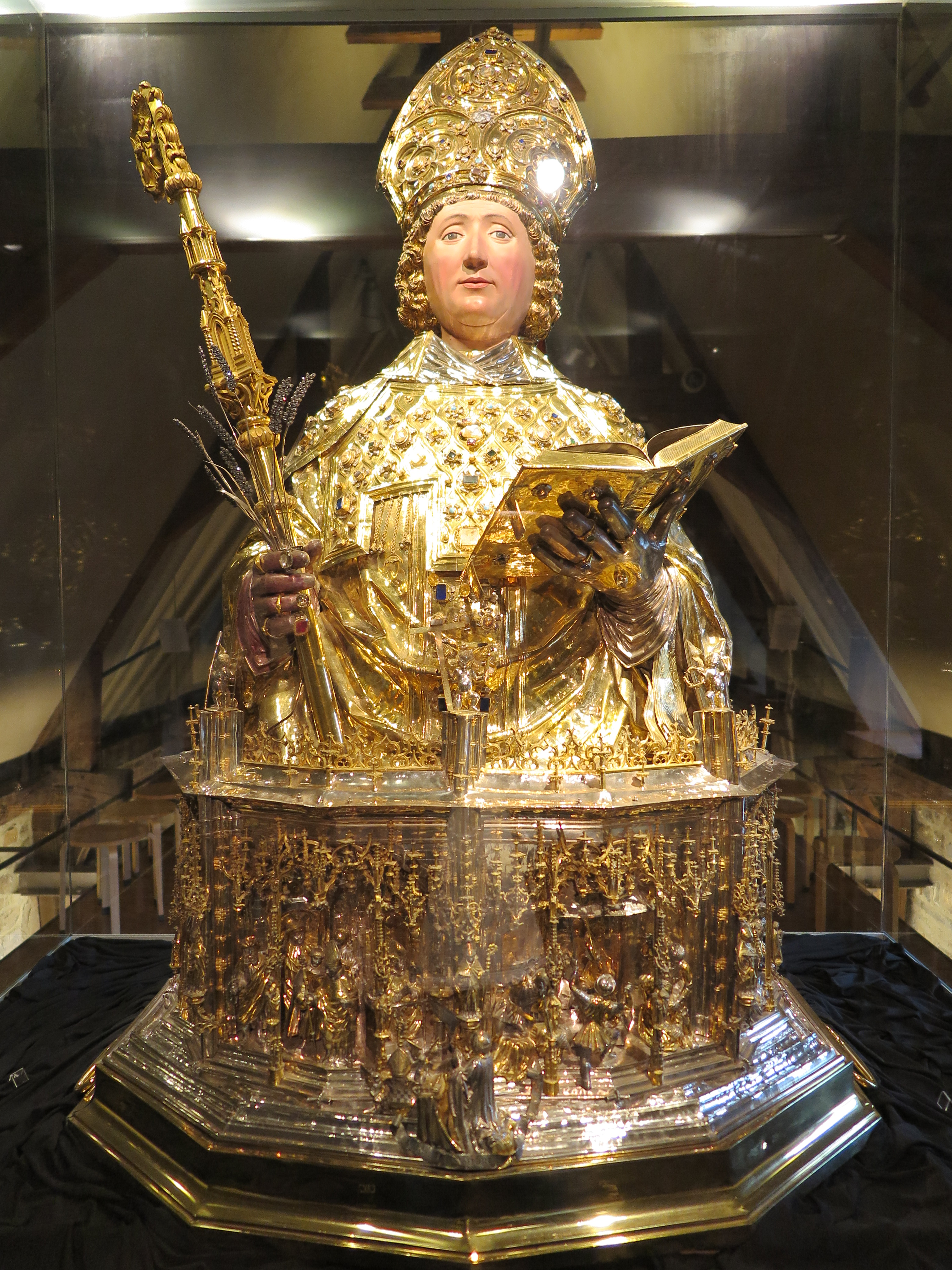
Reliquiari de Sant Lambert
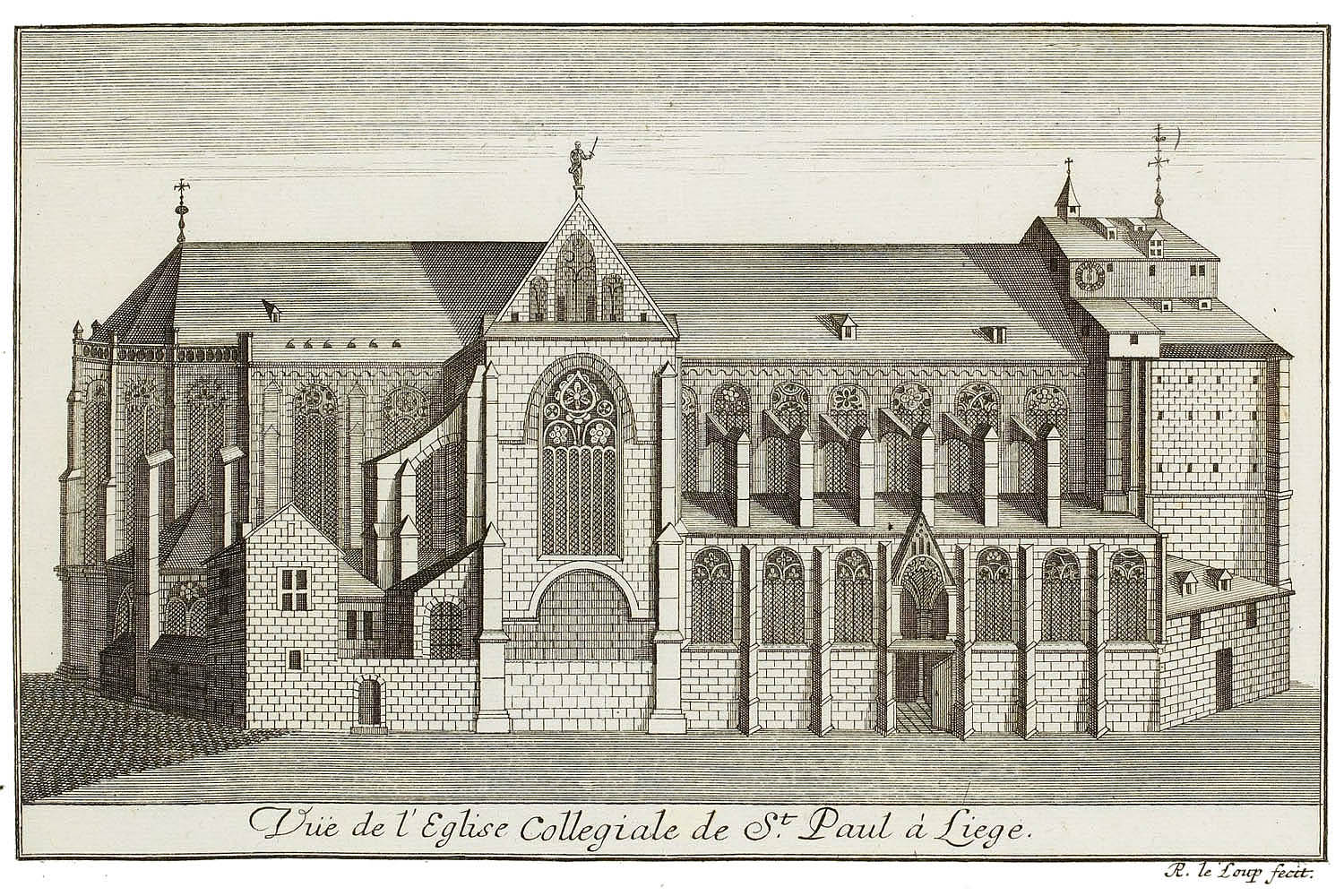
La col·legiata el vers 1730, per Remacle Le Loup